# Самостріли
Самострі́ли (давня назва — Погорільці)[джерело?] — село в Україні, у Рівненському районі Рівненської області. Село у складі Великомежиріцької громади. Колишній адміністративний центр Самострілівської сільської ради. Населення становить 504 особи. Перша згадка у XII столітті під назвою Погорільці[джерело?].

## Населення
За даними всеукраїнського перепису населення 2001 року у селі мешкало 504 особи.
Мова
Розподіл населення за рідною мовою за даними перепису 2001 року був наступним:
| українська | 499 | 99,01 |
| російська  | 3   | 0,59  |
| білоруська | 1   | 0,20  |
| інші       | 1   | 0,20  |

## Історія
З початку XVI століття Самостріли разом з селами Межиріч Корецький, Застав'я, Стовпин, Городище, Сапожин, Погорилиця, Осташувка, Нахнювка, Нєверкув, Дивін, Харучка Велька та Мала, Железниця, Сольники, Коловерць, Солпа Велика і Мала, Хмелювка та Буда Поташова належали до маєтку князів Корецьких; потім через спадковість та родинні зв'язки маєток почергово переходив у власність Чарторийських, Глебовичів та Лещинських. У XVIII столітті маєток перейшов до князів Любомирських, котрі згодом продали маєток Малинським, від яких через придане Анни з Малинських, він перейшов до Яна Павла з Кнерута Борейка. У 1789 році власником села став їхній син Вацлав Борейко, який заснував тут невеликий ботанічний сад. У 1816—1846 роках у Самострілах функціювала суконна фабрика, на якій працювало близько 30 робітників.
У 1906 році село Межиріцької волості Ровенського повіту Волинської губернії. Відстань від повітового міста 49 верст, від волості 8. Дворів 125, мешканців 884.

## Пам'ятки, визначні місця

### Церква Покрови Пресвятої Богородиці
Перша церква була побудована в Самострілах у XVI—XVII століттях. Будівля цієї церкви не збереглася, натомість збереглася назва урочища, де вона стояла — «Церквища». На початку XVIII століття, а саме у 1716 році, на кошти парафіян збудовано нову дерев'яну церкву. Нинішній іконостас створений у 1867 році (у стилі бароко), а другий ярус першого іконостаса із зображенням апостолів нині знаходиться у дзвіниці. У вівтарі є ще один повний іконостас. Ікони (до іконостасу) намалював художник В. Боржозовський. На окремих іконах збереглися написи імен малярів та реставраторів, зокрема, Онисифора Підстригача. На південь від церкви розташована давня дерев'яна, двоярусна дзвіниця. У XIX столітті до місцевої парафії Покрови Пресвятої Богородиці належало також й сусіднє село Городище з церквою.

### Меморіальні знаки, пам'ятники
- пам'ятник Тарасу Шевченку, відкритий у 1965 році.
- Пам'ятний знак землякам, які загинули під час німецько-радянської війни, відкритий у 1968 році.

## Відомі люди

### Народилися
- Липський Володимир Іполитович (1863-1937) — український ботанік; член ВУАН (1922—1928 — президент) і член-кореспондент АН СРСР, директор Одеського ботанічного саду.
- Підстригач Ярослав Степанович (1928-1990) — український вчений в галузі теоретичної механіки. Основоположник теоретичного моделювання в механіці деформованих середовищ з урахуванням їх структури, взаємозв'язку процесів механічної і немеханічної природи.
- Поліщук Ярослав Олексійович (нар. 1960) — український літературознавець, культуролог, краєзнавець.

### Пов'язані з селом
- Трейко Іван Демидович — повстанський отаман, розвідник, консультант Тараса Бульби-Боровця. Мешкав у селі з 1925 року.

## Інфраструктура
У селі діють загальноосвітня школа I-II ступенів, публічно-шкільна бібліотека, будинок культури, фельдшерсько-акушерський пункт.